# Massimo Avanzini
Massimo Avanzini (Milano, 18 maggio 1886 – Brescia, 27 gennaio 1952) è stato un antifascista italiano.

## Biografia
Nato a Milano da famiglia di Gargnano in provincia di Brescia, rimase a dodici anni orfano di padre, ufficiale medico dell'esercito. Si laureò in legge a Torino a 21 anni e dopo pochi anni conseguì la libera docenza in diritto commerciale. Tenne periodicamente corsi liberi a Torino finché  riuscì a
trasferirsi all’università  di Milano ove insegnò Diritto Commerciale.
Fu sindaco di Gargnano dal 1914 al 1925 
Come avvocato esercitava a Brescia e il suo studio in via Moretto fu per tre volte devastato dalle squadracce fasciste.
Partecipò alla lotta clandestina contro il fascismo. 

Fu presidente del comitato Provinciale di Liberazione nazionale, Membro della Commissione di Epurazione dell’università di Milano e .
membro della Consulta Nazionale
su designazione del Partito Democrazia del Lavoro.
La sua biblioteca giuridica è stata donata all'università di Brescia dove costituisce il Fondo Avanzini